# Dãy Unicode Kirin-B
Dãy Unicode Kirin-B là một dãy Unicode chứa các ký tự Kirin cho các ký tự Kirin cổ và Abkhaz cổ, và kết hợp các ký tự số.

## Dãy Unicode
| Dãy Unicode Kirin-B Bảng mã chính thức của Hiệp hội Unicode (PDF) |   |   |   |   |   |   |   |   |   |   |   |   |   |   |   |   |
|                                                                   | 0 | 1 | 2 | 3 | 4 | 5 | 6 | 7 | 8 | 9 | A | B | C | D | E | F |
| U+A64x                                                            | Ꙁ | ꙁ | Ꙃ | ꙃ | Ꙅ | ꙅ | Ꙇ | ꙇ | Ꙉ | ꙉ | Ꙋ | ꙋ | Ꙍ | ꙍ | Ꙏ | ꙏ |
| U+A65x                                                            | Ꙑ | ꙑ | Ꙓ | ꙓ | Ꙕ | ꙕ | Ꙗ | ꙗ | Ꙙ | ꙙ | Ꙛ | ꙛ | Ꙝ | ꙝ | Ꙟ | ꙟ |
| U+A66x                                                            | Ꙡ | ꙡ | Ꙣ | ꙣ | Ꙥ | ꙥ | Ꙧ | ꙧ | Ꙩ | ꙩ | Ꙫ | ꙫ | Ꙭ | ꙭ | ꙮ | ꙯  |
| U+A67x                                                            | ꙰  | ꙱  | ꙲  | ꙳ | ꙴ  | ꙵ  | ꙶ  | ꙷ  | ꙸ  | ꙹ  | ꙺ  | ꙻ  | ꙼  | ꙽  | ꙾ | ꙿ |
| U+A68x                                                            | Ꚁ | ꚁ | Ꚃ | ꚃ | Ꚅ | ꚅ | Ꚇ | ꚇ | Ꚉ | ꚉ | Ꚋ | ꚋ | Ꚍ | ꚍ | Ꚏ | ꚏ |
| U+A69x                                                            | Ꚑ | ꚑ | Ꚓ | ꚓ | Ꚕ | ꚕ | Ꚗ | ꚗ | Ꚙ | ꚙ | Ꚛ | ꚛ | ꚜ | ꚝ | ꚞ  | ꚟ  |
| 1.                                                                |   |   |   |   |   |   |   |   |   |   |   |   |   |   |   |   |

## Lịch sử
Các tài liệu liên quan đến Unicode sau đây ghi lại mục đích và quy trình xác định các ký tự cụ thể trong dãy Unicode Kirin-B:
| Phiên bản | Điểm mã cuối cùng                    | Số lượng | L2 ID       | WG2 ID                                                    | Tài liệu |
| --------- | ------------------------------------ | -------- | ----------- | --------------------------------------------------------- | --- |
| 5.1       | U+A640..A65F, A662..A673, A67C..A697 | 78       | L2/06-042   |                                                           | Cleminson, Ralph (ngày 26 tháng 1 năm 2006), Proposal for additional Cyrillic characters |
| 5.1       | U+A640..A65F, A662..A673, A67C..A697 | 78       | L2/06-181   |                                                           | Anderson, Deborah (ngày 8 tháng 5 năm 2006), Responses to the UTC regarding L2/06-042, Proposal for Additional Cyrillic Characters |
| 5.1       | U+A640..A65F, A662..A673, A67C..A697 | 78       | L2/06-359   |                                                           | Cleminson, Ralph (ngày 31 tháng 10 năm 2006), Proposal for additional Cyrillic characters |
| 5.1       | U+A640..A65F, A662..A673, A67C..A697 | 78       | L2/07-003   | N3194                                                     | Everson, Michael; Birnbaum, David; Cleminson, Ralph; Derzhanski, Ivan; Dorosh, Vladislav; Kryukov, Alexey; Paliga, Sorin; Ruppel, Klaas (ngày 12 tháng 1 năm 2007), Proposal to encode additional Cyrillic characters in the BMP of the UCS |
| 5.1       | U+A640..A65F, A662..A673, A67C..A697 | 78       | L2/07-055   |                                                           | Cleminson, Ralph (ngày 19 tháng 1 năm 2007), Comments on Additional Cyrillic Characters (L2/07-003 = WG2 N3194) |
| 5.1       | U+A640..A65F, A662..A673, A67C..A697 | 78       | L2/07-015   |                                                           | Moore, Lisa (ngày 8 tháng 2 năm 2007), "Cyrillic (C.13)", UTC #110 Minutes |
| 5.1       | U+A640..A65F, A662..A673, A67C..A697 | 78       | L2/07-118R2 |                                                           | Moore, Lisa (ngày 23 tháng 5 năm 2007), "111-C17", UTC #111 Minutes |
| 5.1       | U+A640..A65F, A662..A673, A67C..A697 | 78       | L2/07-268   | N3253 (pdf, doc)                                          | Umamaheswaran, V. S. (ngày 26 tháng 7 năm 2007), "M50.11", Unconfirmed minutes of WG 2 meeting 50, Frankfurt-am-Main, Germany; 2007-04-24/27                                                                                                |
| 5.1       | U+A640..A65F, A662..A673, A67C..A697 | 78       | L2/22-002   | N5170                                                     | Everson, Michael (ngày 9 tháng 1 năm 2022), Proposal to revise the glyph of CYRILLIC LETTER MULTIOCULAR O [U+A66E] |
| 5.1       | U+A640..A65F, A662..A673, A67C..A697 | 78       | L2/22-023   |                                                           | Anderson, Deborah; Whistler, Ken; Pournader, Roozbeh; Constable, Peter (ngày 22 tháng 1 năm 2022), "1a. Cyrillic Letter Multiocular O", Recommendations to UTC #170 January 2022 on Script Proposals                                        |
| 5.1       | U+A640..A65F, A662..A673, A67C..A697 | 78       | L2/22-016   |                                                           | Constable, Peter (ngày 21 tháng 4 năm 2022), "Consensus 170-C5", UTC #170 Minutes, Approve a glyph change for U+A66E CYRILLIC LETTER MULTIOCULAR O from a 7-eyed glyph to a 10-eyed glyph for a change in Unicode 15.0.                     |
| 6.0       | U+A660..A661                         | 2        | L2/09-003R  |                                                           | Moore, Lisa (ngày 12 tháng 2 năm 2009), "B.15.4", UTC #118 / L2 #215 Minutes |
| 6.0       | U+A660..A661                         | 2        | L2/09-020R  | N3563R                                                    | Cleminson, Ralph; Everson, Michael (ngày 13 tháng 3 năm 2009), Proposal to encode two Cyrillic characters in the BMP of the UCS |
| 6.0       | U+A660..A661                         | 2        | L2/09-234   | N3603 (pdf, doc)                                          | Umamaheswaran, V. S. (ngày 8 tháng 7 năm 2009), "M54.13a", Unconfirmed minutes of WG 2 meeting 54 |
| 6.1       | U+A674..A67B, A69F                   | 9        | L2/10-002   | N3748 Lưu trữ ngày 4 tháng 8 năm 2019 tại Wayback Machine | Everson, Michael; Baranov, Victor; Miklas, Heinz; Rabus, Achim (ngày 25 tháng 1 năm 2010), Proposal to encode nine Cyrillic characters for Slavonic                                                                                         |
| 6.1       | U+A674..A67B, A69F                   | 9        | L2/10-015R  |                                                           | Moore, Lisa (ngày 9 tháng 2 năm 2010), "C.12", UTC #122 / L2 #219 Minutes |
| 6.1       | U+A674..A67B, A69F                   | 9        |             | N3803 (pdf, doc)                                          | "M56.08d", Unconfirmed minutes of WG 2 meeting no. 56, ngày 24 tháng 9 năm 2010 |
| 7.0       | U+A698..A69B                         | 4        | L2/09-310R  | N3772                                                     | Shardt, Yuri; Andreev, Aleksandr (ngày 18 tháng 8 năm 2009), Proposal to Encode the Typikon Symbols in Unicode |
| 7.0       | U+A698..A69B                         | 4        | L2/11-016   |                                                           | Moore, Lisa (ngày 15 tháng 2 năm 2011), "C.3.1", UTC #126 / L2 #223 Minutes |
| 7.0       | U+A698..A69B                         | 4        | L2/10-394R  | N3974                                                     | Shardt, Yuri; Simmons, Nikita; Andreev, Aleksandr (ngày 25 tháng 2 năm 2011), Proposal to Encode Some Outstanding Early Cyrillic Characters in Unicode                                                                                      |
| 7.0       | U+A698..A69B                         | 4        | L2/11-127   |                                                           | Anderson, Deborah (ngày 12 tháng 5 năm 2011), Suggested Collation for Cyrillic O's (U+A698 - U+69B) from L2/10-394R |
| 7.0       | U+A698..A69B                         | 4        |             | N4103                                                     | "11.2.14 Some outstanding early Cyrillic characters", Unconfirmed minutes of WG 2 meeting 58, ngày 3 tháng 1 năm 2012 |
| 7.0       | U+A69C..A69D                         | 2        | L2/10-357   | N3914                                                     | Proposal to add characters used in Lithuanian dialectology to the UCS, ngày 29 tháng 10 năm 2010 |
| 7.0       | U+A69C..A69D                         | 2        | L2/11-135   |                                                           | Tumasonis, Vladas; Pentzlin, Karl (ngày 2 tháng 5 năm 2011), Revised proposal to add characters used in Lithuanian dialectology |
| 7.0       | U+A69C..A69D                         | 2        | L2/11-189   |                                                           | Whistler, Ken; Constable, Peter (ngày 11 tháng 5 năm 2011), Review of Characters for Lithuanian Dialectology |
| 7.0       | U+A69C..A69D                         | 2        | L2/11-191   | N4062                                                     | Constable, Peter; Whistler, Ken (ngày 13 tháng 5 năm 2011), USNB Comments on N3914 -Characters for Lithuanian Dialectology |
| 7.0       | U+A69C..A69D                         | 2        | L2/11-116   |                                                           | Moore, Lisa (ngày 17 tháng 5 năm 2011), "Consensus 127-C12", UTC #127 / L2 #224 Minutes, Accept 14 characters for Lithuanian dialectology...                                                                                                |
| 7.0       | U+A69C..A69D                         | 2        | L2/11-223   | N4070                                                     | Tumasonis, Vladas; Pentzlin, Karl (ngày 24 tháng 5 năm 2011), Second revised proposal to add characters used in Lithuanian dialectology to the UCS                                                                                          |
| 7.0       | U+A69C..A69D                         | 2        | L2/11-248   | N4116                                                     | Pentzlin, Karl (ngày 9 tháng 6 năm 2011), Report on the ad hoc re "Lithuanian dialectology" (SC2/WG2 N4070) held during the SC2/WG2 meeting at Helsinki                                                                                     |
| 7.0       | U+A69C..A69D                         | 2        |             | N4103                                                     | "11.1.3 Lithuanian dialectology", Unconfirmed minutes of WG 2 meeting 58, ngày 3 tháng 1 năm 2012 |
| 8.0       | U+A69E                               | 1        | L2/13-008   | N4390                                                     | Andreev, Aleksandr; Shardt, Yuri; Simmons, Nikita (ngày 21 tháng 1 năm 2013), Proposal to Encode An Outstanding Early Cyrillic Character |
| 8.0       | U+A69E                               | 1        | L2/13-011   |                                                           | Moore, Lisa (ngày 4 tháng 2 năm 2013), "C.5", UTC #134 Minutes |
| 8.0       | U+A69E                               | 1        |             | N4403 (pdf, doc)                                          | Umamaheswaran, V. S. (ngày 28 tháng 1 năm 2014), "10.3.4 One Slavonic Cyrillic character", Unconfirmed minutes of WG 2 meeting 61, Holiday Inn, Vilnius, Lithuania; 2013-06-10/14                                                           |
| 1.        |                                      |          |             |                                                           | |